# بيت الحمري (يافع)

تعديل مصدري - تعديل

بيت الحمري هي إحدى قرى عزلة لبعوس بمديرية يافع التابعة لمحافظة لحج، بلغ تعداد سكانها 36 نسمة حسب تعداد اليمن لعام 2004.